# Vítkov (Tachov)
Vítkov (do roku 1949 a německy Wittingreith) je část města Tachov ve stejnojmenném okrese v Plzeňském kraji. Nachází se na severovýchodě Tachova. Prochází zde silnice II/198. Vítkov leží v katastrálním území Vítkov u Tachova o rozloze 5,72 km².

## Název
Název vsi je pravděpodobně podle jména zakladatele. Z dobových pramenů však není jasné zda to byl Čech Vítek nebo Němec Witich, neboť obě tato jména vycházejí z latinského Witigo.[zdroj?]

## Historie
První písemná zmínka o vesnici pochází z roku 1437.
První písemný záznam se týká jistého Abharta (“Abhart von Wyttigenreuth”), který sídlil prý ve zděné tvrzi. Od roku 1443 do roku 1474 je uváděn majitel Oswald Potzinger. Další zmínka o tvrzi je až z roku 1542, kdy si tachovská obec nechala zanést do zemských desek „Wittingreut, tvrz pustů, dvůr poplužní a ves“. Od roku 1623 pak tvrz patřila k tachovskému hradu.
V říjnu 1543 Volf z Perglasu a na Tachově vydal listinu, jíž udělil městské právo svým poddaným, kteří náleželi ve vsích Vítkově, Oldřichově a Pernolci. Tím se zřekl práva odúmrti, dědické právo rozšířil i na manželky a dcery poddaných. Pokud chtěl „osedlý“ opustit svůj statek, byl povinen nalézt vhodnou náhradu. Za to poddaným příslušelo dovádět platy v penězích a naturáliích a vykonávat roboty.
Ačkoliv vesnička patřila počtem obyvatel spíše k menším v rámci tachovské državy, odváděnými dávkami se řadil na jedno z prvních míst. Kolem roku 1555 měla ves dvacet usedlostí, z nichž jen dva patřily Tachovu. Po třicetileté válce se počet usedlostí snížil na třetinu. V roce 1930 zde žilo 240 obyvatel.
Mezi lety 1851 až 1863 byl vystaven na návsi kostelík, který roce 1978 musel ustoupit při rozšiřování silnice a  byl odstřelen.
V roce 1960 byl potvrzen výskyt uranového ložiska Vítkov II. Dobývání bylo zahájeno na šurfovém patře a v místě výchozu bylo dobýváno též povrchovým dolem. Dobývání bylo převážně v žulách. Konečná hloubka jámy byla 950,9 metru a bylo z ní rozfáráno šestnáct pater. Důl zaměstnával zhruba 330–475 lidí. Poslední symbolický vůz na dole Vítkov II byl vytěžen 19. prosince 1990 a počátkem ledna 1991 se důl začal likvidovat a zatápět.

## Obyvatelstvo
| Rok            | 1869 | 1880 | 1890 | 1900 | 1910 | 1921 | 1930 | 1950 | 1961 | 1970 | 1980 | 1991 | 2001 | 2011 | 2021 |
| -------------- | ---- | ---- | ---- | ---- | ---- | ---- | ---- | ---- | ---- | ---- | ---- | ---- | ---- | ---- | ---- |
| Počet obyvatel | 259  | 294  | 298  | 274  | 320  | 289  | 240  | 152  | 103  | 100  | 51   | 45   | 94   | 111  | 161  |
| Počet domů     | 41   | 45   | 47   | 49   | 50   | 50   | 53   | 39   | 39   | 26   | 16   | 23   | 35   | 43   | 59   |

## Obecní správa
Při sčítání lidu v letech 1850–1959 Vítkov byl samostatnou obcí v okrese Tachov. Od roku 1960 je částí města Tachov ve stejnojmenném okrese.

## Pamětihodnosti
Dvě celní kola (hraniční kameny) původně stávaly asi sto metrů od současného stanoviště ve směru na Tachov. Přemístěny byly v roce 1990. Kruhová stéla č. 1 (762/0173) – na přední straně je kříž v kruhu, na zadní je reliéf sekery a rychtářské právo nebo žezlo. Kruhová stéla č. 2 (763/0174) – z obou stran jsou rytiny křížů v dvojitém kruhu.

## Galerie

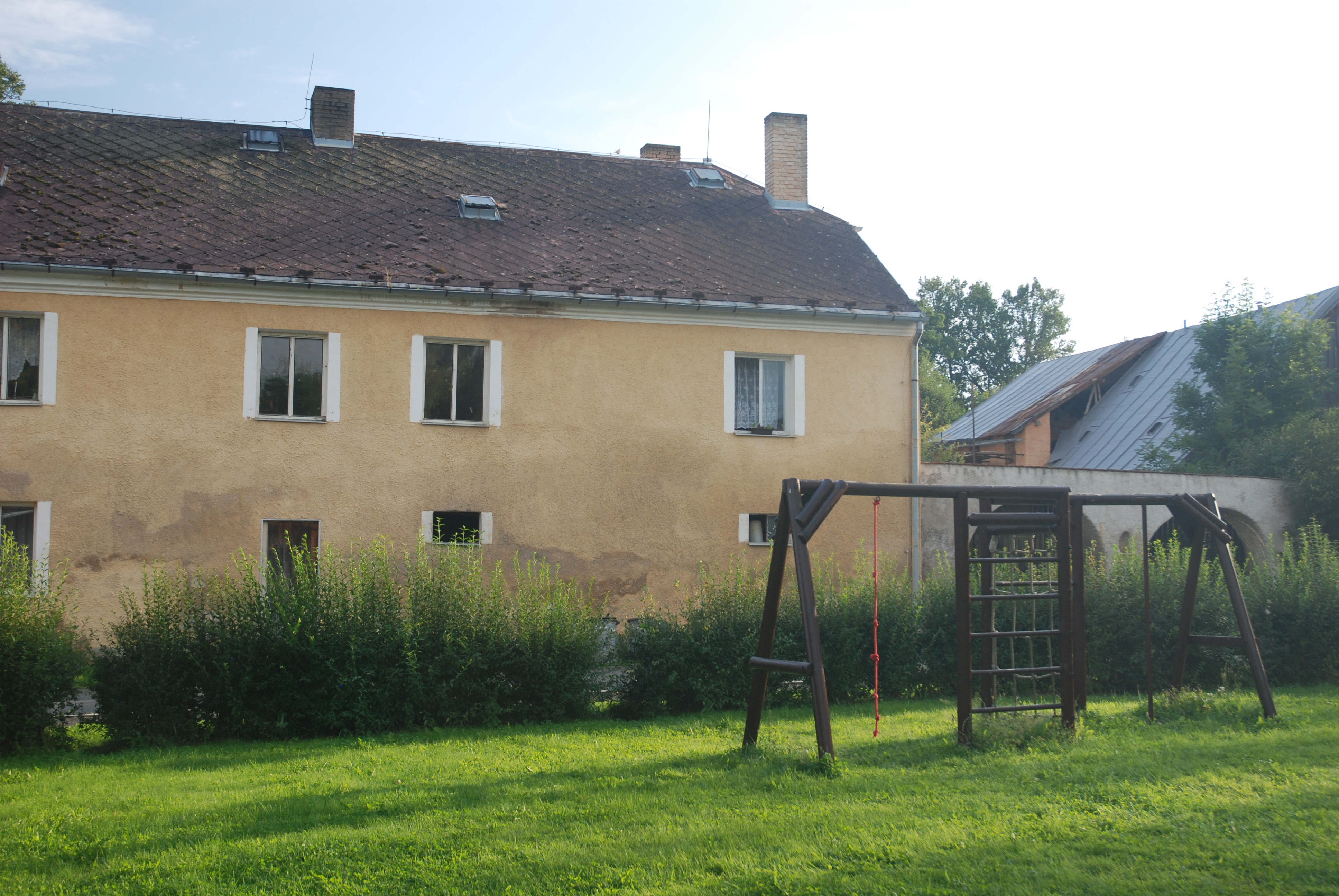
Stavení
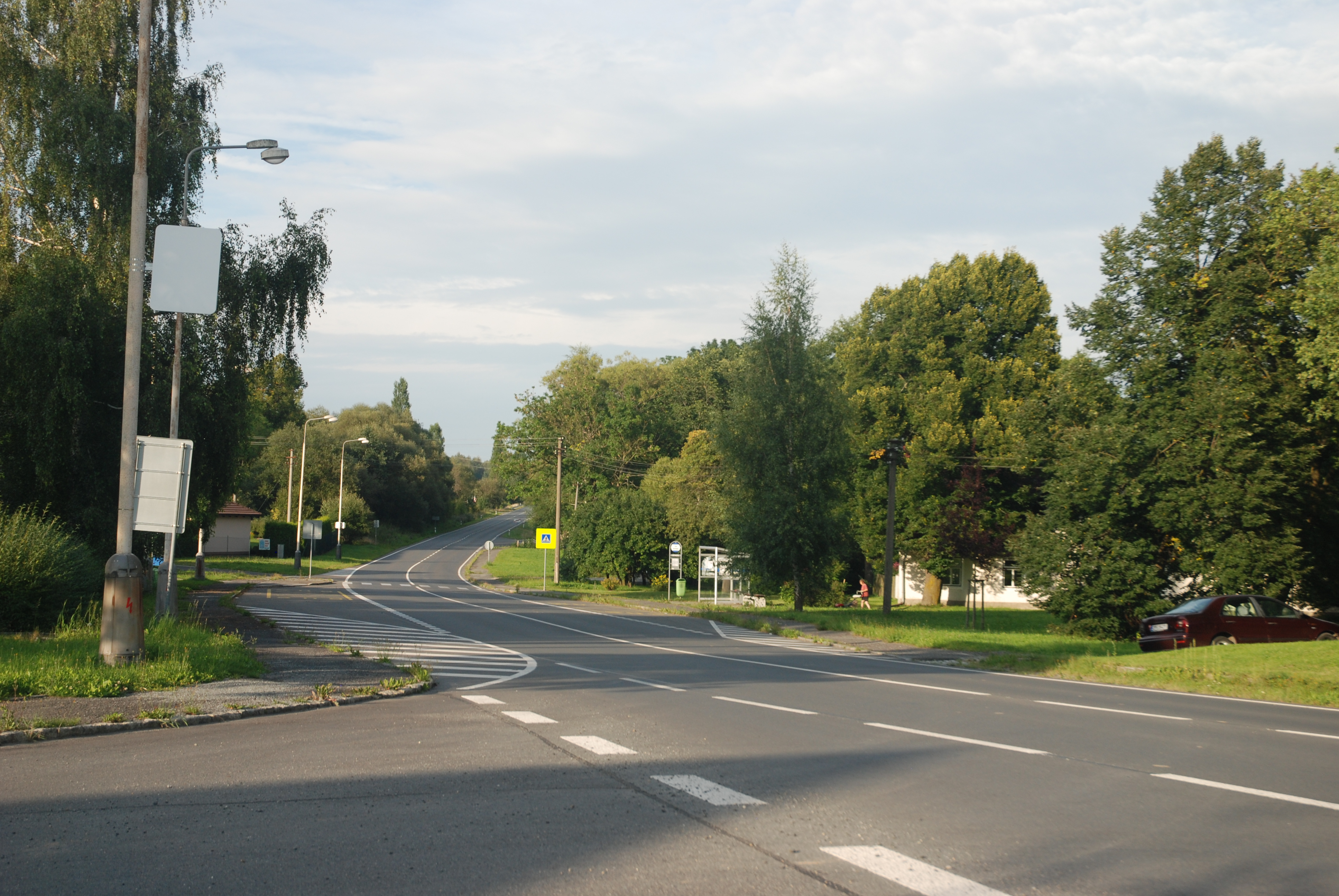
Hlavní silnice
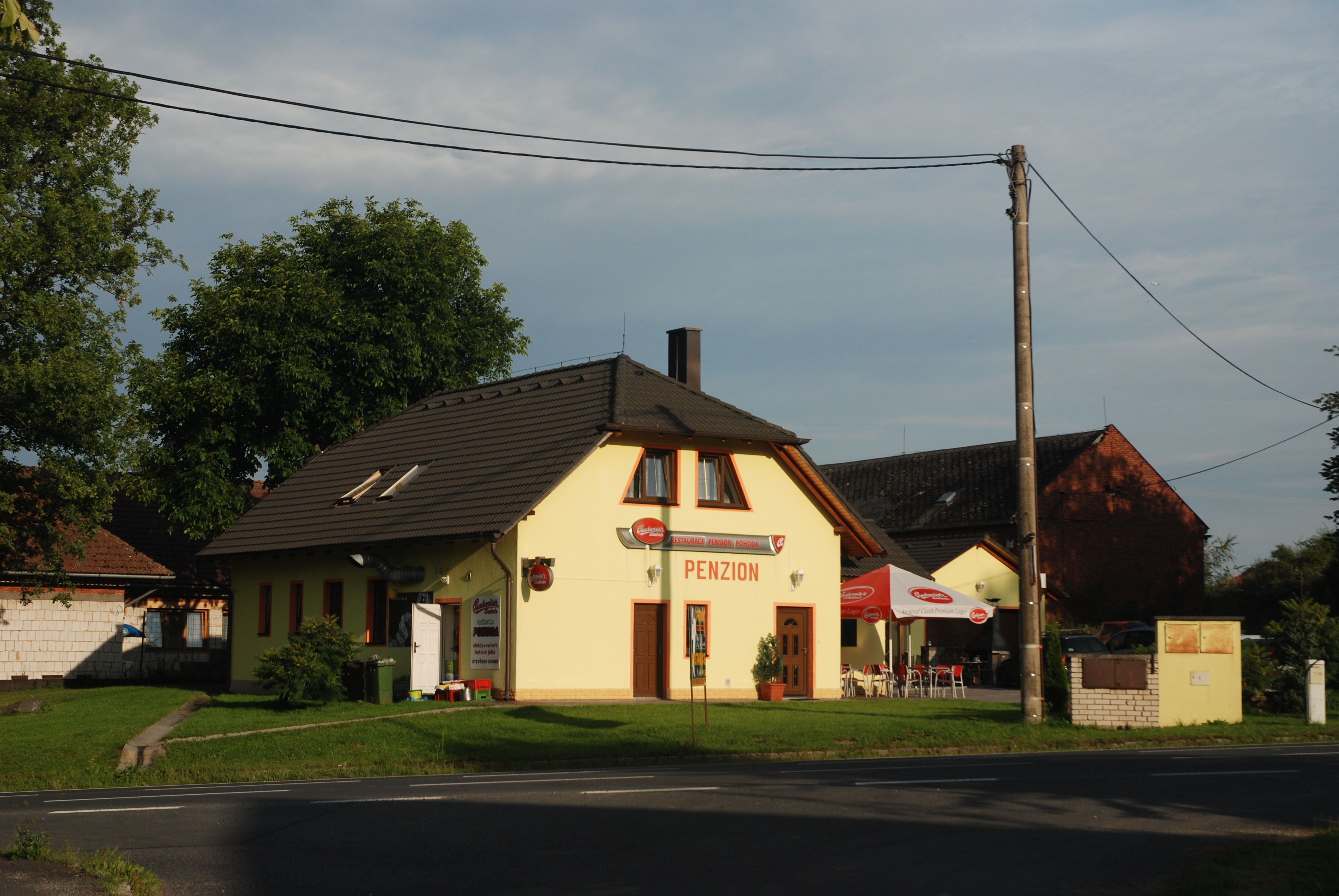
Restaurace